# نامزد انتخاباتی
نامزد انتخاباتی به کسی گفته می‌شود که در جریان یک انتخابات خود را در معرض رأی مستقیم مردم قرار می‌دهد.
به عبارت دیگر به کسانی که خود را نامزد تصدی مسئولیتی مشخص قرار می‌دهند، تا مردم شایسته‌ترین آن‌ها را برگزینند، نامزد گفته می‌شود.
واژه کاندیدا، کاندید  از  زبان فرانسه وام گرفته شده‌است. این واژه در اصل از زبان لاتین آمده و به معنی سپید پوش است.